# Ye vs. the People
Ye vs. the People è un singolo del rapper statunitense Kanye West, presentato il 28 aprile 2018, tramite Power 106 FM.
La canzone ha visto la partecipazione di T.I. (accreditato come "the People").

## Sfondo
Ye vs. the People è incentrato sulle opinioni contrastanti di West e T.I. su Donald Trump, con l'apprezzamento di West e la contestazione di T.I. nei confronti del presidente degli Stati Uniti. Anche se la traccia segna la prima uscita nel 2018, non è chiaro se sarà sul suo prossimo album Love Everyone. Il 1º maggio 2018, è stato pubblicato un video in cui si vedevano West e T.I. a lavorare sulla traccia. Pitchfork ha descritto la canzone come una che "si sviluppa come un dibattito politico tra Kanye e T.I.".

## Composizione
La canzone è prodotta da West e vede un campione di "7-Rooms of Gloom" dei Four Tops. È la sua prima traccia senza coproduttori da Otis del 2011, realizzata con Jay-Z.

## Accoglienza
Sam Moore di NME definisce il brano "di gran lunga superiore a Lift Yourself" e afferma che la base è "ottimamente costruita".

## Tracce
1. Ye vs. the People (feat. T.I.) – 3:23 (testo: Kanye West, Clifford Harris Jr.)

## Crediti
Crediti presi da Tidal
- Kanye West – produzione
- T.I. – voce aggiuntiva
- Noah Goldstein – registrazione
- Mike Snell – assistenza alla registrazione
- Andrés Osorio – assistenza alla registrazione
- Sean Solymar – assistenza alla registrazione
- Mike Dean – missaggio

## Classifiche
| Classifiche (2018) | Posizione massima |
| ------------------ | ----------------- |
| Nuova Zelanda      | 3                 |

## Date di pubblicazione
| Data           | Formato           | Etichetta     |
| -------------- | ----------------- | ------------- |
| 28 aprile 2018 | Download digitale | GOOD, Def Jam |